# Ken Priestman
Kenneth „Ken“ Priestman (* um 1958) ist ein kanadischer Badmintonspieler. Keith Priestman ist sein jüngerer Bruder.

## Karriere
Keith Priestman gewann 1976 die Titel im Herreneinzel und im Mixed bei den kanadischen Juniorenmeisterschaften. Bei den Commonwealth Games 1978 gewann er Silber mit dem kanadischen Team. Im Herreneinzel wurde er bei derselben Veranstaltung Neunter.

## Sportliche Erfolge
| Saison | Veranstaltung                   | Disziplin    | Platz | Name                                         |
| ------ | ------------------------------- | ------------ | ----- | -------------------------------------------- |
| 1976   | Kanada: Juniorenmeisterschaften | Mixed        | 1     | Keith Priestman / Johanne Falardeau, ON / QC |
| 1976   | Kanada: Juniorenmeisterschaften | Herreneinzel | 1     | Keith Priestman, ON                          |
| 1978   | Commonwealth Games              | Team         | 2     | Kanada                                       |
| 1978   | Commonwealth Games              | Herreneinzel | 9     | Keith Priestman                              |

## Referenzen
- Kanadische Meister

| Personendaten    | Personendaten                |
| ---------------- | ---------------------------- |
| NAME             | Priestman, Ken               |
| ALTERNATIVNAMEN  | Priestman, Kenneth           |
| KURZBESCHREIBUNG | kanadischer Badmintonspieler |
| GEBURTSDATUM     | um 1958                      |